# 6225 Hiroko
6225 Hiroko eller 1981 EK12 är en asteroid i huvudbältet som upptäcktes den 1 mars 1981 av den amerikanska astronomen Schelte J. Bus vid Siding Spring-observatoriet. Den är uppkallad efter japanen Hiroko Nagahara.
Asteroiden har en diameter på ungefär 2 kilometer.